# PHANTOM girl
『PHANTOM girl』（ファントム・ガール）は、坂本美雨の5枚目のオリジナル・アルバム。

## 概要
- ニューヨーク在住のエレクトロニック・ミュージック・The Shanghai Restoration Projectのデイブ・リアンを迎えた。アートディレクションは森本千絵が担当。
- 社会に暮らす女性の一日の流れをイメージして作られた[1]。
- 自身初の「CDのみ（通常盤）」・「CD＋DVD（初回限定盤）」の2つの形態での販売を行った。
- iTunes Storeで予約すると、予約特典としてボーナストラック「Phantom Girl's First Love（Classical Remix）」がダウンロード時についている。

## 収録曲

### CD
（全作曲：Dave Liang、坂本美雨）
1. The Blue Hour
  - 作詞：坂本美雨
2. Phantom Girl's First Love
  - 作詞：坂本美雨
  - TBS系「日立 世界・ふしぎ発見!」エンディングテーマ
3. Destination
  - 作詞：坂本美雨
4. Interlude I - Whispers Within
5. The Magic Hour
  - 作詞：坂本美雨
6. Far Across The Sky
  - 作詞：坂本美雨
7. Interlude II - Nowhere In Between
8. Silent Fiction
  - 作詞：坂本美雨
9. Our Home
10. A Girl's Waltz

### DVD
1. "Phantom Girl's First Love" Music Video
  - 監督：kodama goen°
2. "PHANTOM girl" Album Digest Video